# Desloch
Desloch ist eine Ortsgemeinde im Landkreis Bad Kreuznach in Rheinland-Pfalz. Sie gehört der Verbandsgemeinde Nahe-Glan an.

## Geographie
Das Straßendorf liegt drei Kilometer nordwestlich von Meisenheim am Glan am nördlichen Rand des Nordpfälzer Berglandes. Im Süden befindet sich Breitenheim, im Südwesten Jeckenbach, im Norden Lauschied und nordöstlich liegt Raumbach.
Zu Desloch gehört auch der Wohnplatz Neuwieser Hof.

## Geschichte
Desloch wurde im Jahr 1184 erstmals urkundlich erwähnt.
1815 bis 1866 gehörte es zum Oberamt Meisenheim der Landgrafschaft Hessen-Homburg und kam mit diesem 1866 zu Preußen.
Statistik zur Einwohnerentwicklung
Die Entwicklung der Einwohnerzahl von Desloch, die Werte von 1871 bis 1987 beruhen auf Volkszählungen:
| Jahr | Einwohner |
| ---- | --------- |
| 1815 | 333       |
| 1871 | 586       |
| 1905 | 580       |
| 1939 | 461       |
| 1950 | 498       |
| 1961 | 506       |

| Jahr | Einwohner |
| ---- | --------- |
| 1970 | 500       |
| 1987 | 401       |
| 2005 | 387       |
| 2011 | 378       |
| 2017 | 339       |
| 2022 | 322       |

## Politik

### Bürgermeister
- Heiko Kaufmann, ab 2024
- Udo Reidenbach: Bei der Kommunalwahl am 26. Mai 2019 wurde er mit einem Stimmenanteil von 69,82 % in seinem Amt bestätigt.[4]

### Wappen
| Wappen von Desloch | Blasonierung: „Gespalten von Schwarz und Gold über einem Dreiberg in vertauschten Farben, darin vorne ein schwarzer, hinten ein goldener fünfstrahliger Stern. Oben zwei einander zugewandte Löwen, einen fünfstrahligen Stern in der Mitte in vertauschten Farben haltend. Vorne der Löwe gold, rotbewehrt und gekrönt, hinten der Löwe rot, blaubewehrt und gekrönt.“ |
| Wappen von Desloch | Wappenbegründung: Der rote Löwe erinnert an die ehemalige Zugehörigkeit zu den Wild- und Rheingrafen, der goldene Löwe an die zu Pfalz-Zweibrücken. |

## Verkehr
Im Osten verläuft die Bundesstraße 420. In Staudernheim ist ein Bahnhof der Nahetalbahn.